# The Rise of Chaos
The Rise of Chaos è il quindicesimo album in studio del gruppo heavy metal tedesco Accept, pubblicato nel 2017.

## Tracce
1. Die by the Sword – 5:00
2. Hole in the Head – 4:01
3. The Rise of Chaos – 5:16
4. Koolaid – 4:58
5. No Regrets – 4:20
6. Analog Man – 4:10
7. What's Done Is Done – 4:08
8. Worlds Colliding – 4:28
9. Carry the Weight – 4:33
10. Race to Extinction – 5:24

## Formazione
- Mark Tornillo – voce
- Wolf Hoffmann – chitarra
- Uwe Lulis – chitarra
- Peter Baltes – basso
- Christopher Williams – batteria